# 毒物

國際危險象形符號圖有毒標誌

欧盟的有毒物质标示

骷髅和交叉骨常用来表示有毒

在科学中，毒物（英語：Poison，全称毒性物质、毒物质、简称毒；依语境有时称毒药）是对生物体有害或致命、造成不适反应的任何化学物质的总称。此术语用于广泛的科学领域和行业，而通常在特定领域中有明确的定义；它也可以通俗地或比喻性地使用，具有广泛的意义。
毒物对生物体造成的影响因种类不同各异，不适反应的类型以及程度也各不相同。另外对于有的生物来说具有毒性而对于别的生物来说无毒的“选择毒性”在自然界中也存在。比如，抗生素对某些微生物具有毒性，但对于其他生物基本无害。此外，生物所必需的各种微量化合物如维生素、矿物质等，若超过一定量后也会出现毒性。例如钙是骨骼形成所必需的，但是摄取过多钙会损伤肾脏。
日常生活中称为「毒物」的除了急性或慢性毒性物質外，还有致癌或者导致畸变的物質，極端的例子有如沙利度胺，它是一种强力的致畸性物質但毒性极弱。在毒理学的基本观点上，所有物質多少都具有毒性。大量摄取砂糖、食盐也会对身体有危害，但是这一般不称作毒物。一般认为的毒物应该是具有急性毒性或者剧毒性的物质。
对生物体中毒施加以其它药物，使其影響得到抑制或化解称为解毒。
很多种生物为防止外敵或者捕获猎物都带有毒性。来自生物体的毒物称为毒素。另外人工制成的毒物也有很多。既有非本意生产出的化合物中带有毒性的例子，也有如化学武器等带有强力毒性的化合物被人为制造出来的情况。

## 定义
英语中，“poison”为广义上所有毒物的总称，而“venom”则指包括昆虫在内的动物在叮咬或螫刺时释放的毒液。学术上还有一个“toxin”（毒素）的概念，它诞生于19世纪，用于指代源自生物体（包括动物、植物和微生物）的毒物。换句话说，按照依次缩小范围排序：toxicant（毒剂）≥ poison（毒物）  > toxin（毒素） > venom（毒液）。

## 法律

### 中华人民共和国
针对毒的法律有《食品卫生法》，《剧毒物品管制条例》，《药品管理法》等，根据《剧毒物品品名表》（GA58-93）将毒分为以下四类
- A级无机剧毒物品
- B级无机剧毒物品
- A类有机剧毒物品
- B类有机剧毒物品

### 中華民國
根據《毒性及關注化學物質管理法》分為:
- 第一類毒性化學物質：化學物質在環境中不易分解或因生物蓄積、生物濃縮、生物轉化等作用，致污染環境或危害人體健康者。
- 第二類毒性化學物質：化學物質有致腫瘤、生育能力受損、畸胎、遺傳因子突變或其他慢性疾病等作用者。
- 第三類毒性化學物質：化學物質經暴露，將立即危害人體健康或生物生命者。
- 第四類毒性化學物質：化學物質具有內分泌干擾素特性或有污染環境、危害人體健康者。

※更多請見環保法規查詢系統

## 利用
有毒物质常作为原料或者反应媒介被广泛运用在工业制品等的制造方面在日常生活中做出贡献。例如：
- 乙硼烷（B2H6） — 半導体製造（P型硅膜的形成）
- 三氢化砷（AsH3） — 半導体製造（N型硅膜的形成）
- 氰化钠（NaCN）、氰化钾（KCN） — 烫金用溶液
- 二硫化碳（CS2） — 纤维胶（制造人造丝的中間生成物)）
- 鉛（Pb）、二氧化鉛（PbO2） — 铅酸蓄电池的電極
- 氨（NH3） — 氮肥製造
- 四氯乙烯（Tetrachloroethylene,PCE） — 干洗用溶液

此外对人体构成影响的成分，若使用得当也能利用在医疗方面。如肉毒素（botulinus toxin）是肉毒桿菌（Clostridium botulinum）产生的毒素，将其注射或涂抹在脸部皮膚、可抑制肌肉运动，减少皱纹，具美容功效。蛇毒可防止血栓形成，具药用价值。微量砒霜也能幫助治療血癌和其他癌症。朱砂为传统中药，《神農本草經》中列為玉石部上品，稱能養精神，安魂魄。用于安神、镇静，大约有10%的中成药中含有朱砂。

## 代表性的毒物

### 某些元素的单质
- 氟（F2）、臭氧（O3）、白磷（P4）
- 硒（Se）、砷（As）
- 铍（Be）、镉（Cd）、汞（Hg）、鉛（Pb）、钚（Pu）、铊（Tl）、钋（Po）等

### 无机化合物
- 氰化钾（KCN）、氰化钠（NaCN）
- 氟化氢（HF）、氰化氢（HCN）、硫化氢（H2S）、氨气（NH3）、叠氮化氢（HN3）、一氧化碳（CO）、三氧化二砷(砒霜)(As2O3)
- 氯化汞（HgCl2）等

### 有機化合物
- 乌头碱（Aconitine）、鹅膏覃氨酸（Aconitine）、异鹅膏胺（Muscimol）、秋水仙素（Colchicine）、石房蛤毒素（Saxitoxin）、珊瑚礁鱼毒素（Ciguatoxin）、破伤风毒素（Tetanus toxin）、河豚毒素（Tetrodotoxin）、软骨藻酸（Domoic acid）、海葵毒素（Palytoxin）、肉毒杆菌毒素（Botulin toxin）、蓖麻毒素（Ricin）、短杆菌肽（Gramicidin）、毒芹素（Cicutoxin）、刺尾魚毒素（Maitotoxin）等
- 光气、沙林、梭曼（Soman）、塔崩（Tabun）、VX
- 戴奧辛、尼古丁、多氯联苯、氟代乙酸、甲基汞（CH3HgCl）、四乙基鉛等
- 甲醇

### 分類
標準名NFPA 704詳細記載物質毒性分類。

#### 劇毒物質
乃對人類新陳代謝系統或行動系統產生重大傷害者。包括：阻止過氧化氫酶反應、使血紅素無法攜帶氧等。以下為其列表。
| 名称     | 化学式   | NFPA 704 Health Rating |
| -------- | -------- | ---------------------- |
| 氰化鉀   | KCN      | 4                      |
| 氰化鈉   | NaCN     | 3                      |
| 氰化氫   | HCN      | 4                      |
| 氰化鋅   | Zn(CN)2  | 3                      |
| 氰       | (CN)2    | 4                      |
| 氯化氰   | Cl-CN    | 4                      |
| 肼(聯氨) | NH2NH2   | 4                      |
| 甲基肼   | CH3NHNH2 | 4                      |

半数致死量（LD50）在25mg/kg以下，或者在空气中最大允许浓度低于百万分之三十（30ppm）的都属于剧毒性物品。

## 有毒生物
有毒生物引发的中毒原因多种多样，既有通过螫針、棘刺、牙的毒液引发，也有经过摄取后进入体内引发的中毒症状。

### 动物
- 哺乳类 — 鸭嘴兽、懶猴、溝齒鼩、鼩鼱、吸血蝠、鼹鼠
- 爬行类 — 眼镜蛇、响尾蛇、蝮蛇、海蛇、珊瑚蛇、]等各种毒蛇；毒蜥
- 两栖类 — 树蛙、蟾蜍、箭毒蛙、蝾螈等

- 鱼类 — 褐蓝子鱼、鳐、河豚、鳗鱼、泥鯭、坑鰜等
- 软体动物 — 蓝圈章鱼、芋螺类等
- 节肢动物 — 蜘蛛、蝎子、蜈蚣等
  - 甲壳纲 — 花纹爱洁蟹、埋扇蟹類等
  - 昆虫纲 — 蜂、蚂蚁、毒蛾、毒蝶、斑蝥等
- 腔肠动物 — 海葵、海蜇等
- 棘皮动物 — 海星、海膽、陽隧足、棘冠海星等

### 植物
- 有毒植物多含有各种生物碱毒性，具体参照有毒植物。

### 菌类
- 毒覃 — 鳞柄白毒鹅膏菌、毒鹅膏菌、豹斑毒鹅膏菌、毒蝇鹅膏菌、蝶形斑褶菇、盔孢菌、亚稀褶黑菇、紅褐杯傘、鹿花菌、褐盖粉褶菌等

### 原生生物
- 引发赤痢症状的變形蟲等

### 其他
- 鴆毒

## 食毒文化

### 毒与饮食文化
有的食物在品種改良以前的原種或改良以後依然含有毒，這様的食物所含毒称為自然毒。
特別是玻里尼西亞一帯以芋類為主食的文化圏常将有毒的芋磨研成粉末，经过水浸泡后溶解出水溶性的有毒物质。在东亚地区如中国，日本也常常将含有氰化物等有毒物质的豆类制作成豆馅食用。另外将河豚等的有毒部位除去后也用于食用。
相關食物有河豚、马铃薯、银杏、蕨等